# Aechmea bromeliifolia
Aechmea bromeliifolia  es una especie de planta bromélida, típica de vegetación de restingas  de un bioma ecosistema de la Mata Atlántica. Crece en Brasil, donde se encuentra en la Amazonia, la Caatinga, el Cerrado y la Mata Atlántica, especialmente en los estados de Bahia, Espírito Santo, Río de Janeiro.

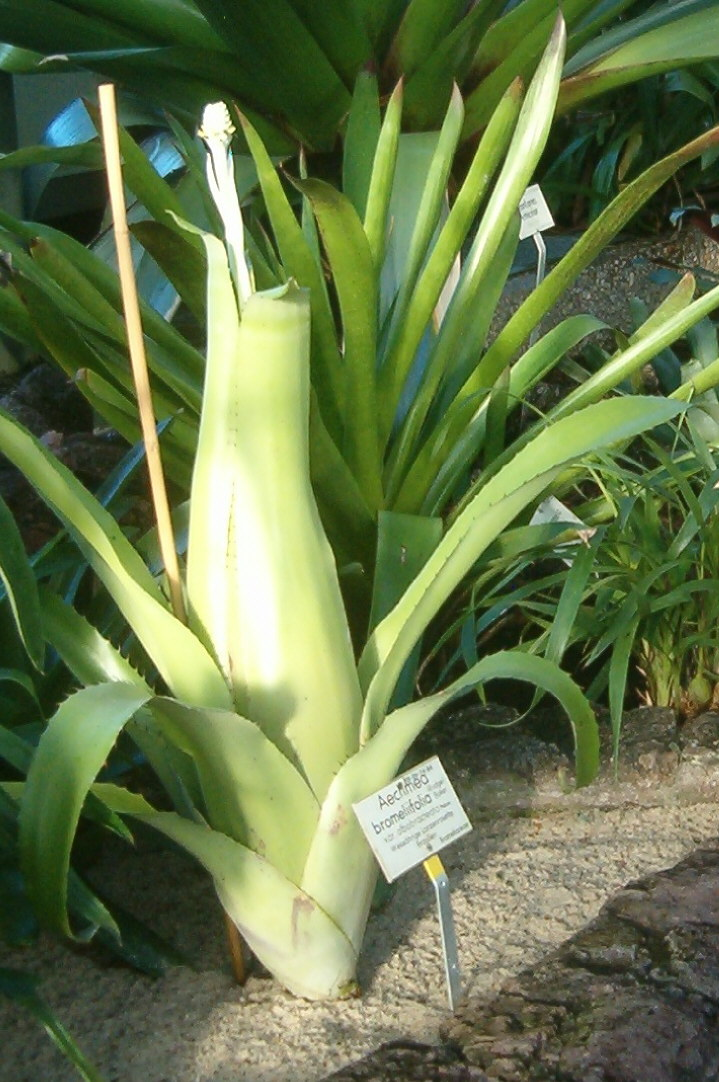
Vista de la planta

## Descripción
Son epífitas, 60–80 (–90) cm de alto en flor. Hojas 60–120 cm de largo; vainas elípticas, 5–11 cm de ancho, enteras (serradas apicalmente), pálidas con tricomas lepidotos densamente enlazados; láminas liguladas, 4.5–6.5 cm de ancho, acuminadas, serradas, densamente café- a cinéreo-pubescentes, tricomas frecuentemente coalescentes y formando una cubierta membranácea fugaz. Escapo erecto a nutante, 50–75 cm de largo, lanoso, glabrescente, brácteas erectas a divergentes, más largas que los entrenudos, enteras; inflorescencia cilíndrica simple, erecta (nutante en fruto), 6–10 cm de largo, con más de 50 flores polísticas, cinéreo- a café pálido-lanosa en la antesis, glabrescente, brácteas florales transversalmente deprimido-ovadas, 0.5 cm de largo, truncadas, densamente lanosas en la antesis, flores sésiles hasta con pedicelo de 4 mm de largo; sépalos 6–7 mm de largo, connados hasta 2 mm de su longitud, simétricos o ligeramente asimétricos, redondeados (retusos), lanosos; pétalos amarillo-verdosos tornándose negros.

## Taxonomía
Aechmea bromeliifolia fue descrita por (Rudge) Baker y publicado en Genera Plantarum 3(2): 664. 1883.
Etimología
Ver: Aechmea
bromeliifolia: epíteto latino que significa "con hojas de Bromelia".
Variedades
- Aechmea bromeliifolia var. angustispica Philcox 1974
- Aechmea bromeliifolia var. albobracteata Philcox 1974

Sinonimia
- Aechmea bromeliifolia var. albobracteata Philcox
- Aechmea bromeliifolia var. angustispica Philcox
- Aechmea bromeliifolia var. renaudii Mez
- Aechmea bromeliifolia var. rubra M.B.Foster
- Aechmea conspicuiarmata Baker
- Aechmea ellipsoidea Rusby
- Aechmea eriostachya Ule
- Aechmea macroneottia Baker
- Aechmea melanacantha de Vriese
- Aechmea pulchra (Beer) Mez
- Aechmea tinctoria (Mart.) Mez
- Billbergia clavata Lindl.
- Billbergia tinctoria (Mart.) Mart. ex Schult. & Schult.f.
- Bromelia melanantha Ker Gawl.
- Bromelia tinctoria Mart.
- Eriostax glauca Raf.
- Hoiriri bromeliifolia (Rudge) Kuntze
- Macrochordion bromeliifolium (Rudge) Beer
- Macrochordion lamarchei E.Morren ex Baker
- Macrochordion macracanthum Regel
- Macrochordion melananthum (Ker Gawl.) Beer
- Macrochordion pulchrum Beer
- Macrochordion strictum Beer
- Macrochordion tinctorium (Mart.) de Vriese
- Nidularium macracanthum (Regel) T.Durand & B.D.Jacks.
- Tillandsia bromeliifolia Rudge
- Tillandsia vestita Willd. ex Schult. & Schult.f.[4][5]